# خلاد بن رافع
أبو يحيى خلاد بن رافع بن مالك (المتوفي سنة 3 هـ) صحابي من بني زريق من الخزرج، وكان ممن شهد غزوتي بدر وأحد من الصحابة.

## مع النبي محمد
لخلاد ولأخيه رفاعة قصة تُعدّ من معجزات النبي محمد ﷺ، حيث كانا في طريقهما إلى غزوة بدر، وقد امتطيا بعيرًا أعجفًا، فبرك بهما في الطريق، فنذرا أن ينحراه متى عادا إلى المدينة المنورة، فبينا هم كذلك مرَّ بهم النبي محمد، وسألهما عن حالهما، فأخبراه، فنزل النبي محمد فتوضأ، ثم بزق في وضوئه، ثم أمرهما ففتحا له فم البعير، فصب في جوف البكر من وضوئه، ثم صب على رأس البكر، ثم على عنقه، ثم على حاركه، ثم على سنامه، ثم على عجزه، ثم على ذنبه، ثم قال: «اللهم احمل رافعًا وخلادًا». ثم مضى النبي محمد، وقاما فارتحلا، فأدركا النبي محمد، وصار بكرهما أول الركب، فلما رآهما النبي محمد ضحك، فمضيا حتى أتيا بدرًا، حتى إذا كانا قريبين من وادي بدر برك مجددًا، فحمدا الله، ونحراه وتصدقا بلحمه.
كما قيل أن خلاد بن رافع هو المسيء في صلاته المقصود في حديث حفيده يحيى بن عبد اللَّه بن خلاد الذي روى عن أبيه، عن جدّه، أنه دخل المسجد فصلّى، ثم إنه أتى النبي محمد ﷺ فقال له النبي محمد: «اذهب فصلّ فإنّك لم تصلّ».

## وفاته
اختلف المؤرخون في وفاة خلاد، فقيل: إنه استشهد بأحد، وقيل: إنه له رواية مما يعني أنه عاش بعد وفاة النبي محمد ﷺ، وانفرد ابن الكلبي دون غيره بذكره في شهداء غزوة بدر. وخلاد بن رافع هو أخو الصحابي رفاعة بن رافع الذي كان ممن شهدوا بيعة العقبة الثانية. وقد ذكر ابن سعد أن لخلاد بن رافع عقب كثير، لكنهم انقرضوا فلم يبق منهم أحد، وقد كان له من الولد يحيى الذي حنّكه النبي محمد ﷺ يوم وُلد، وسماه بهذا الاسم، وأم يحيى هي أم رافع بنت عثمان بن خالدة من بني زريق أيضًا. أما أم خلاد فهي أم مالك بنت أُبيّ أخت عبد الله بن أبي ابن سلول.